# Nacaduba angusta
Nacaduba angusta är en fjärilsart som beskrevs av Druce 1873. Nacaduba angusta ingår i släktet Nacaduba och familjen juvelvingar. Inga underarter finns listade i Catalogue of Life.

## Bildgalleri

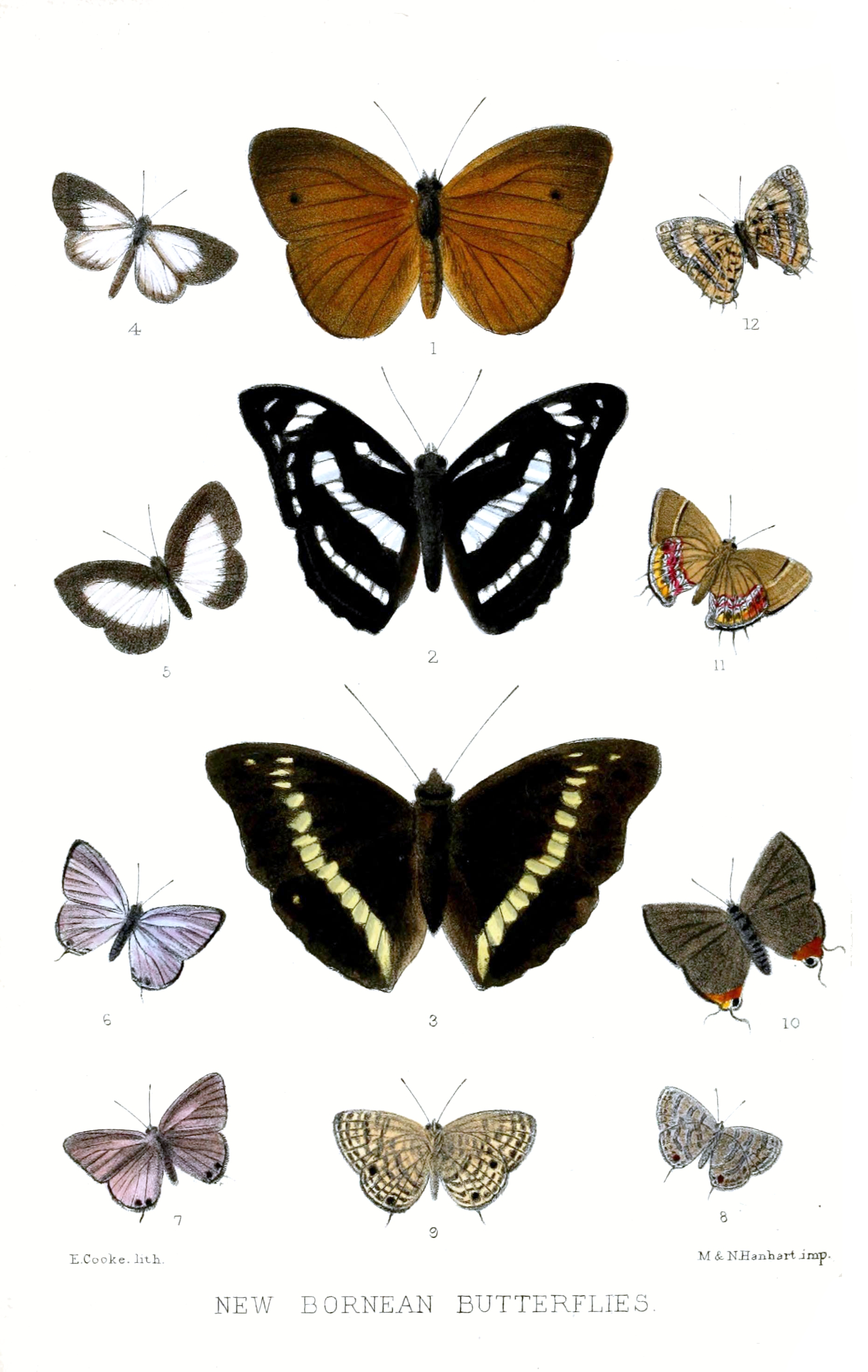
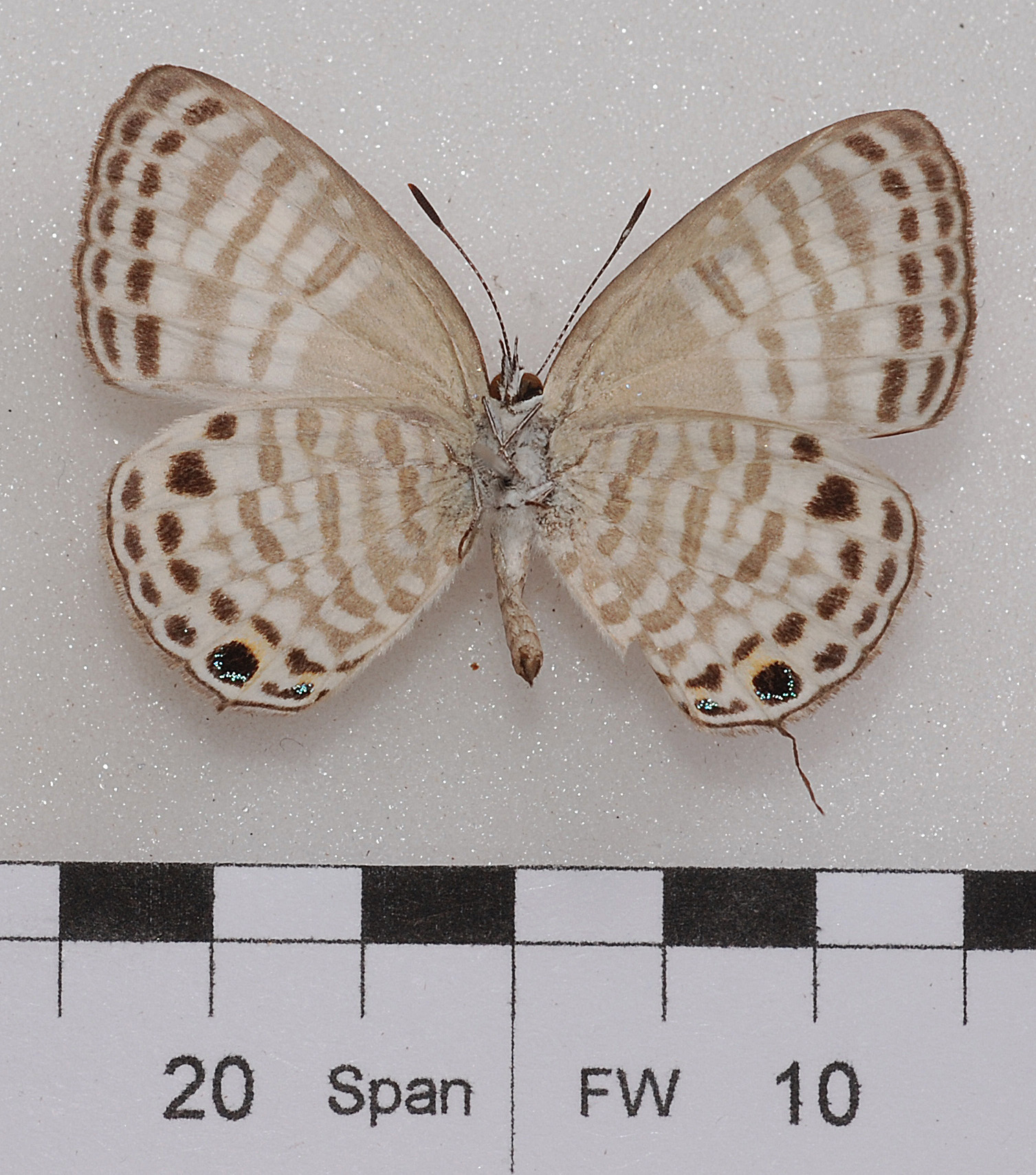
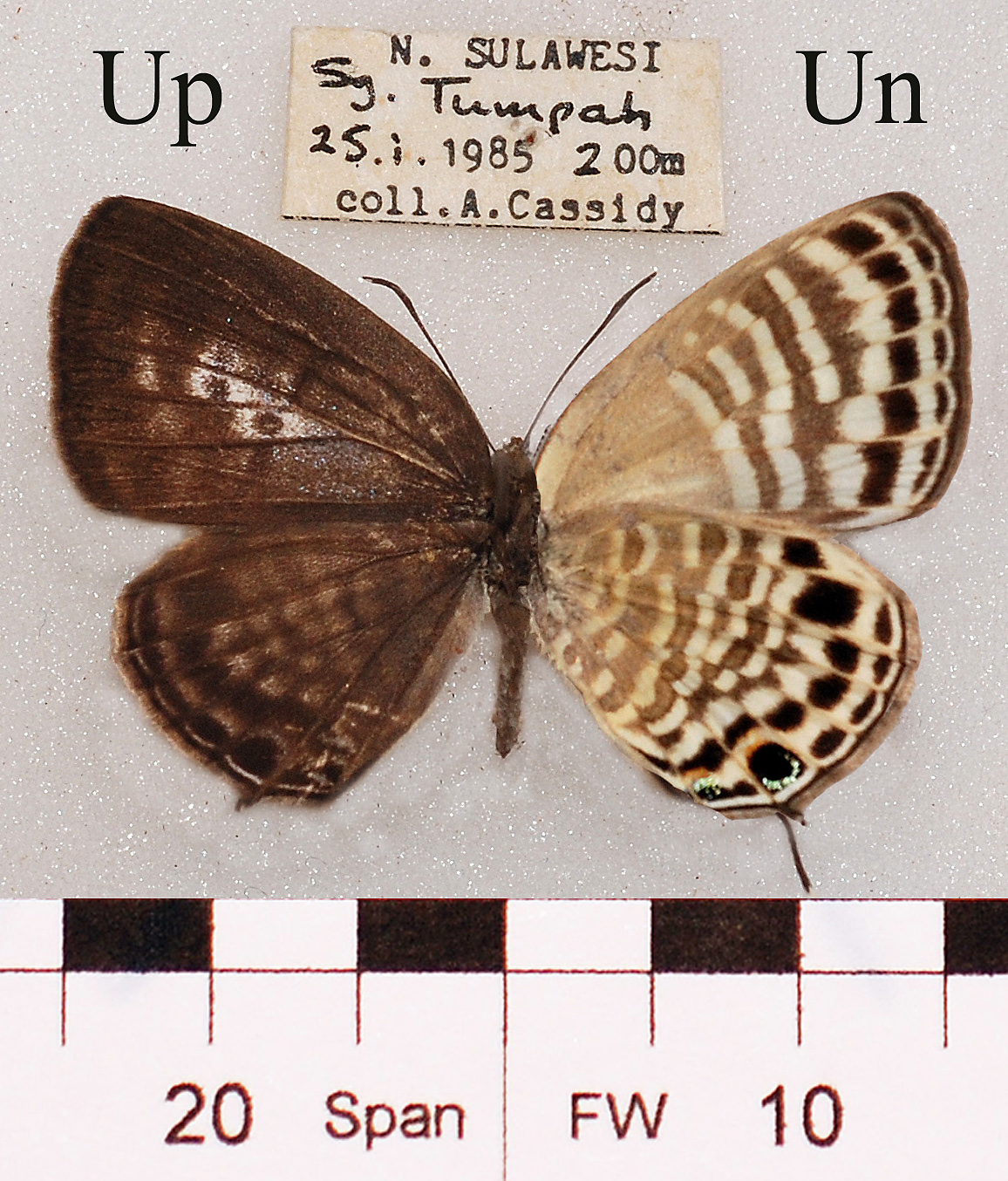